# 滝野川一丁目停留場
滝野川一丁目停留場（たきのがわいっちょうめていりゅうじょう）は、東京都北区滝野川一丁目にある東京都交通局都電荒川線（東京さくらトラム）の停留場である。駅番号はSA 18。

## 歴史
- 1911年（明治44年）8月20日：王子電気軌道飛鳥山上（現・飛鳥山） - 大塚（現・大塚駅前）間開業時に開業。
- 1942年（昭和17年）2月1日：王子電気軌道が東京市に買収され、東京市電（現・東京都電車）滝野川線（現・荒川線）の停留場となる。
- 1944年（昭和19年）：戦時体制により滝野川線の営業を休止[2]。
- 1946年（昭和21年）7月10日：滝野川線の営業を再開[3]。

## 停留場構造
相対式ホーム2面2線を有する地上駅である。
| 乗車ホーム | 路線                            | 方向 | 行先         |
| ---------- | ------------------------------- | ---- | ------------ |
| 西側       | 都電荒川線 （東京さくらトラム） | 上り | 三ノ輪橋方面 |
| 東側       | 都電荒川線 （東京さくらトラム） | 下り | 早稲田方面   |

## 停留場周辺
- 国道122号
- 桜丘中学校・高等学校
- 東京東信用金庫滝野川支店
- 北区区民センター

## 隣の停留場
東京都交通局
 都電荒川線（東京さくらトラム）
飛鳥山停留場 (SA 17) - 滝野川一丁目停留場 (SA 18) - 西ヶ原四丁目停留場 (SA 19)